# Championnat de France de hockey sur glace 1929-1930
Saison précédente Saison suivante
La saison 1929-1930 est la 14e saison du championnat de France de hockey sur glace.

## Bilan
Le HC Chamonix-Mont-Blanc est champion de France pour la sixième fois.

## Référence
Résultats de la saison sur Hockeyarchives